# Alex-Wedding-Preis
Der Alex-Wedding-Preis war ein Literaturpreis für Kinder- und Jugendbücher, der alle zwei bis drei Jahre aus Anlass des Geburtstages von Alex Wedding (eigentlich Grete Weiskopf) von der Akademie der Künste (Berlin) verliehen wurde. Der Preis wurde 1967 aus dem Nachlass der Namensgeberin gestiftet und wurde alle zwei bis drei Jahre am 11. Mai, ihrem Geburtstag, verliehen. Er war zuletzt mit 5.000 Euro dotiert. Die letzte Verleihung erfolgte im Jahr 2008.
2024 stiftete die Akademie der Künste den neuen Weiskopf-Wedding-Preis als Nachfolger der früheren Alex-Wedding- und F.-C.-Weiskopf-Preise. Er wird „für sprachkritische und sprachreflektierende Werke verliehen oder für Kinder- und Jugendbücher“. Er ist weiterhin mit 5.000 Euro dotiert.

## Preisträger Alex-Wedding-Preis
- 1968: Willi Meinck
- 1969: Karl Neumann
- 1970: Kurt David
- 1971: Joachim Nowotny
- 1972: Götz R. Richter
- 1973: Herbert Friedrich
- 1976: Eberhard Binder
- 1977: Peter Brock
- 1979: Hans Weber
- 1980: Hildegard und Siegfried Schumacher
- 1981: Klaus Beuchler
- 1982: Hannes Hüttner
- 1983: Peter Abraham
- 1984: Lilo Hardel
- 1985: Werner Lindemann
- 1986: Gunter Preuß
- 1987: Wolf Spillner
- 1988: Werner Heiduczek
- 1989: Maria Seidemann
- 1990: Walther Petri
- 1991: Anne Geelhaar, Christa Kożik
- 1993: Peter Hacks
- 1998: Klaus Kordon
- 2000: Benno Pludra
- 2003: F. K. Waechter
- 2008: Karla Schneider

## Preisträger Weiskopf-Wedding-Preis
- 2024: Sonja vom Brocke